# Симнел, Ламберт
Ламберт Симнел (англ. Lambert Simnel; около 1477, Оксфорд — около 1535) — самозванец, выдававший себя за Эдуарда Уорика, сына Джорджа, герцога Кларенса. Ставленник Йоркской партии в борьбе против короля Генриха VII Тюдора. Был захвачен в плен, помилован. Закончил жизнь как королевский сокольничий.

## Предыстория
В правление слабоумного Генриха VI Ланкастера, как следствие поражения в Столетней войне, общего ослабления королевской власти и непопулярности королевы Маргариты Анжуйской, правившей, фактически, от имени супруга, в Англии началась кровавая междоусобица, известная под названием Войны Роз. Один из самых могущественных вельмож, герцог Ричард Йоркский, стал открыто домогаться вначале регентства (ввиду недееспособности короля), — а затем и английского трона. Открытая война вспыхнула в 1455 году и закончилась приходом к власти в 1485 году правопреемника династии Ланкастеров Генриха Тюдора, ставшего королём под именем Генриха VII и основателем династии Тюдоров. Обе противоборствующие стороны равно преследовали и по возможности уничтожали тех, кто по династическим соображениям имел право на английский престол. Среди жертв оказались малолетний король Эдуард V и его брат Ричард, герцог Йоркский. Оба принца были обвинены в незаконности рождения (ибо их отец, Эдуард IV, до женитьбы на Елизавете Вудвилл, тайно обручился с другой), и находились в Тауэре. В последний раз мальчиков видели летом того же, 1485 года, играющими в крепостном дворе, после чего они бесследно исчезли. Историки спорят, кто отдал приказ об убийстве — Ричард III или его соперник, будущий Генрих VII, но в самом факте убийства сомневаться, видимо, не приходится. К моменту окончания войны, в живых оставался единственный претендент на престол, — Эдуард Уорик, племянник Эдуарда IV, которого победитель немедленно заключил в Тауэр и позже казнил.
Таким образом Йоркской партии некого было противопоставить Генриху. Недостаток этот пытались преодолеть, выдвигая самозванцев, первым из которых по времени оказался Ламберт Симнел.

## Вероятное происхождение
Источники противоречат друг другу, называя имя первого претендента на престол, после прихода к власти Генриха, у современников событий вместо «Ламберт» часто встречается «Джон». С фамилией также нет окончательной ясности. Точно известно, что претендент родился в Оксфорде, в семье зажиточного горожанина: источники опять же расходятся, называя его отца пекарем, торговцем или органным мастером.
Так или иначе, десятилетний мальчик был отдан в обучение молодому, 28-летнему выпускнику Оксфордской теологической школы Ричарду Саймону (или Саймондсу — англ. Simon or Simonds), тайному стороннику Йоркской партии. Считается, что Саймон обратил внимание на внешнее сходство ребёнка с детьми Эдуарда IV (позже это привело к спекуляциям на тему, что Симнел мог быть сыном любвеобильного короля). Немедля созрел план выдать его за Ричарда Йоркского — младшего из детей Эдуарда, бывшего с претендентом примерно одних лет.
Существует предположение, что за спиной Саймона стоял Джон де ла Поль, граф Линкольн, также племянник Эдуарда IV, которого Ричард III собирался сделать своим наследником. Для себя в случае победы Саймон готовил пост архиепископа Кентерберийского, примаса английской церкви. Священник Саймон дал ребёнку отличное образование, обучил правилам придворного этикета; один из современников заметил: «Если бы ему довелось править, он правил бы как просвещённый государь».
Видимо, в это время (начало 1486 года) прошёл слух о смерти заключённого в Тауэре Эдуарда Уорика (бывшего также приблизительно одних лет с претендентом) и йоркисты, изменив первоначальный план, решили выдать юного Ламберта за умершего. Был пущен слух, что Эдуарду Уорику удалось бежать, затем с помощью лорда Ловела, одного из вельмож двора, изменившего королю Генриху, претендента переправили ко двору Маргариты Бургундской, являвшейся в то время фактическим главой йоркистов. Маргарита, ненавидевшая Генриха Тюдора, немедленно признала за Симнелом титул графа Уорика, несмотря на то, что прекрасно была знакома с герцогом Кларенсом и его сыном.

## Заговор
Встревоженный Генрих, стремясь подавить йоркистское выступление в самом его начале, объявил амнистию политическим преступникам и позволил всем желающим возвратиться в Англию. На королевскую милость не обратили внимания.
В виде предупредительных мер была арестована и заключена в монастырь в Бермондзи вдова Эдуарда IV Елизавета Вудвилл. В документах встречаются глухие намеки, что она помогала Саймону в период подготовки претендента. Также до момента полного подавления мятежа содержался под стражей и её старший сын, маркиз Дорсет.
В феврале того же 1487 года подлинного Эдуарда Уорика было приказано доставить из Тауэра и весь день показывать жителям Лондона, чтобы они могли самолично убедиться, что он жив, и, следовательно, человек, назвавшийся тем именем — самозванец. Френсис Бэкон отметил, что графу Уорику «позволено было говорить со многими влиятельными людьми». Однако демонстрация желаемого эффекта не дала. По крайней мере, сразу после этого дня Джон де ла Поль, лишившийся трона как наследник побеждённого Ричарда III, бежал из Англии и присоединился к Ловелу во Фландрии.
Намечавшееся вторжение на Британские острова должно было начаться из Ирландии, где у йоркской партии было достаточно много сторонников. Благополучно миновав английские сторожевые корабли, курсировавшие у побережья, претендент высадился в Ирландии. Его сопровождали 2 тыс. германских наёмников под предводительством Мартина Шварца (предоставленных Маргаритой Бургундской). Заручившись поддержкой графа Килдэра, архиепископа Дублинского, и лорда-канцлера, претендента привезли в Дублин. 24 мая 1487 года он был коронован в кафедральном соборе Дублина под именем Эдуарда VI. Акт коронования был торжественно подтверждён парламентом, собравшимся в Дроэде, был начат выпуск монеты «Эдуарда VI, короля Англии и Ирландии». К лидерам йоркистской партии были направлены гонцы с просьбами о помощи деньгами и вооружённой силой.
4 июня претендент совершил высадку в Фёрнессе (графство Ланкашир). К наёмному войску присоединилось некоторое число ирландских добровольцев под предводительством сэра Томаса Фицджеральда. Была надежда на то, что в их небольшую по численности армию вольётся множество местных жителей, недовольных управлением Генриха VII, но этот расчёт не оправдался. Возможно, единственным успехом войска Симнела было то, что Йорк без боя открыл перед ними ворота. Об этом пишет французский историк того времени Молине. Однако, других подтверждений не существует. Ланкаширцы в большинстве своём либо присоединились к королевскому войску, либо остались безучастными.
Известие о высадке йоркистов застало короля в Ковентри. Благодаря отлично организованной службе оповещения, Генрих получил исчерпывающие сведения о противнике. У него было достаточно времени, чтобы подготовиться к отпору. Местом войскового сбора был назначен Ноттингем, куда незамедлительно отправился король. Когда он прибыл туда, повстанцы уже достигли Саутвела, в 12 милях в северо-востоку.

## Битва при Стоук-Филд
15 июля королевские войска выступили по направлению к Ратклиффу, армия инсургентов также медленно продвигалась вперед, получая постоянные подкрепления из Ирландии — но людей всё же оказывалось меньше ожидаемого. Повстанцы вброд пересекли реку Трент в районе Фискертона и заняли позицию на холме возле Ист-Стоука.
Здесь, в районе Ньюарка, у деревеньки Стоук-Филд произошло наконец решительное сражение. Численное превосходство было на стороне Симнела (9 тыс. против 6 тыс. у короля), однако же, по единодушному свидетельству современников, его солдаты были куда хуже вооружены и в большинстве своем не обучены.
Королевское войско, разделившись на три части, первым начало бой. Авангард, который возглавлял граф Оксфорд, получил сильный отпор. Считается, что от полного уничтожения его спасла только помощь основных сил. Около трёх часов ни одна из сторон не могла добиться решительного перевеса, наконец, ирландцы, не выдержав, начали отступать. Дольше всех держались германские наёмники, они же понесли самые большие потери. Среди прочих в бою пал их командир Мартин Шварц. Наконец, королевским войскам удалось сбить повстанцев с вершины холма, ирландские ополченцы обратились в бегство — и этим была решена участь всего дела.
С королевской стороны потери составили 2 тыс. человек, повстанцы потеряли 4 тыс. убитыми и ранеными. Большая часть повстанцев была захвачена в плен, причём всех недворян король немедленно приказал повесить. Исключение делалось только для иностранцев, так как их невозможно было обвинить в «государственной измене».
Среди погибших было найдено тело графа Линкольна. Ловела видели в последний раз, когда он вплавь пытался пересечь реку Трент. Считается, что он утонул. Другую возможную версию приводит в своей книге Е. А. Черняк: в XVII веке рабочие, производившие ремонт в одном из близлежащих замков, случайно обнаружили в одной из стен тайник, а в нём труп человека в роскошном костюме. Через несколько секунд тело рассыпалось в прах. Существует предположение, что неизвестным был Ловел, сумевший скрыться, но не выбраться из тайника, и умерший в нём от голода.
Ламберт Симнел и его неизменный опекун — священник Ричард Саймон — были захвачены в плен.

## Помилование и дальнейшая жизнь
Как духовное лицо, Саймон не мог быть подвергнут смертной казни, и посему был приговорён к длительному тюремному заключению. Он был доставлен в Ковентри, где при большом стечении народа прочитал свою «исповедь», в которой впервые было названо подлинное имя претендента — Ламберт Симнел, рассказано о его происхождении и роли, которую отводили для него йоркисты.
Что касается самого Ламберта, то, прекрасно понимая, что десятилетний мальчик никак не может угрожать его власти, расчётливый и не кровожадный выше меры Генрих предпочёл помиловать его и отправить на работу в королевскую кухню, где бывшему претенденту на трон отныне приходилось поворачивать вертела с жарящимся на них мясом. Позже он был «повышен» в должности до стольника, причём об этом периоде его жизни сохранился небезынтересный рассказ.
Однажды, когда юный Ламберт обносил вином ирландскую делегацию, явившуюся засвидетельствовать почтение монарху, Генрих, подозвав его к себе, издевательски заметил:
Мои ирландские дворяне! Так вы дойдёте и до того, что будете короновать обезьян!
Ирландцам осталось только молча проглотить неприятную им королевскую шутку.
Симнел так и остался при королевском дворе, в конечном итоге дослужившись до сокольничьего. Дата его смерти точно неизвестна, источники сильно расходятся, называя годы от 1525 до 1534. Точно известно лишь, что Симнел пережил короля Генриха VII, и ещё несколько лет служил его преемнику — Генриху VIII.

## Культурное влияние

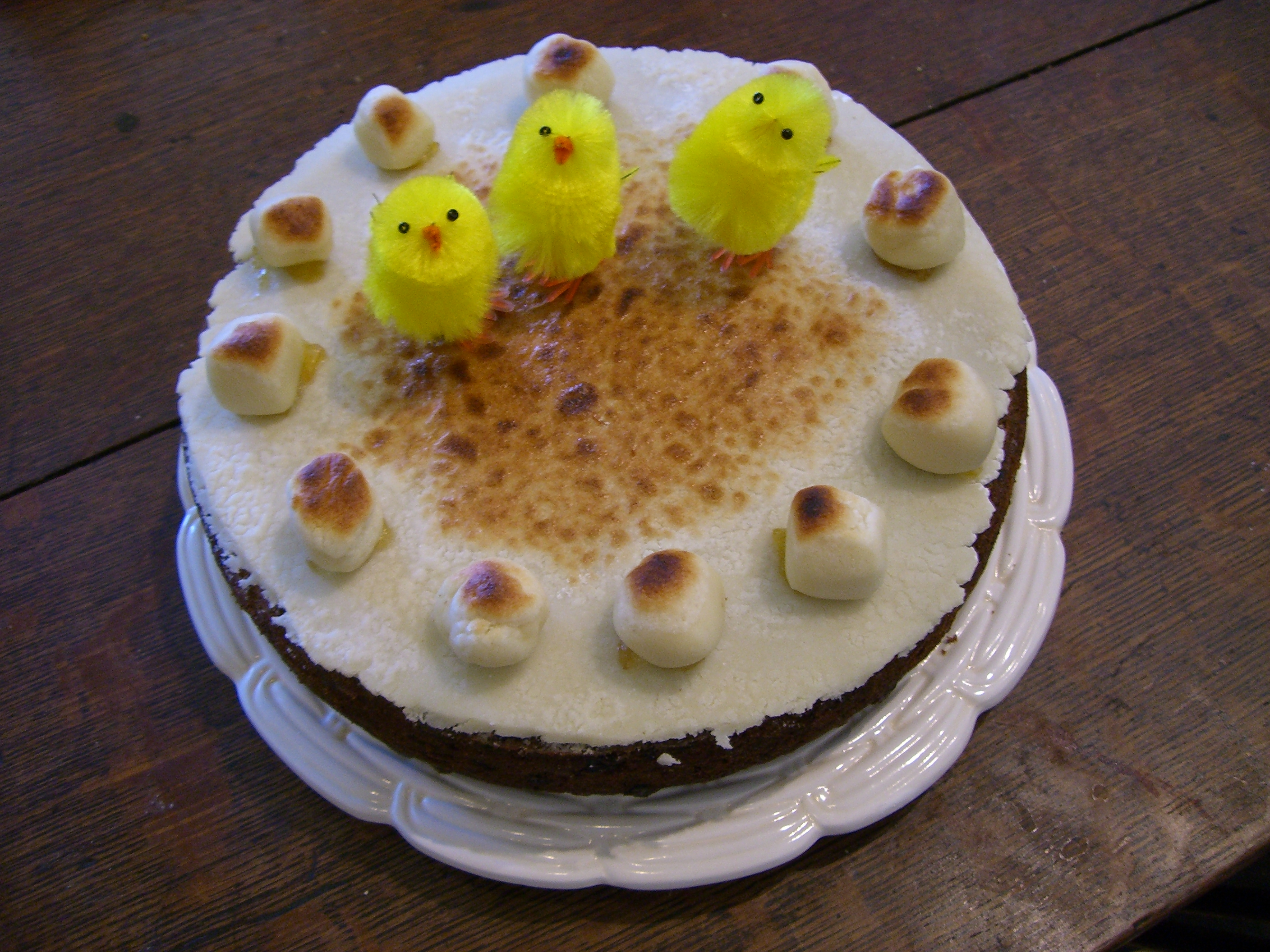
Торт «Симнел», украшенный пасхальными цыплятами

Существует мнение, что в бытность свою подручным на кухне, претендент впервые изготовил торт «Симнел», который англичане и поныне едят во время пасхальной недели. Это лёгкий фруктовый торт, покрытый марципаном, с 11 шариками по краям, изображающими апостолов, оставшихся верным Христу (12-й — Иуда, на торте отсутствует). Иногда крупный шарик в центре символизирует Христа.
Однако это мнение многими оспаривается на том основании, что «торт Симнел» встречается в документах много раньше рождения претендента и битвы при Стоук-Филде.